# 95-та піхотна дивізія (Третій Рейх)
95-та піхотна дивізія (Третій Рейх) (нім. 95. Infanterie-Division) — піхотна дивізія Вермахту за часів Другої світової війни. В період з липня по 10 вересня 1944 через серйозні втрати в боях на Східному фронті переформовувалася на корпусну групу «H».

## Історія
95-та піхотна дивізія була сформована 19 вересня 1939 на навчальному центрі Вільдфлеккен та Гаммельбург (нім. Truppenübungsplätzen Wildflecken und Hammelburg) у IX-му військовому окрузі (нім. Wehrkreis IX) під час 5-ї хвилі мобілізації Вермахту.

## Райони бойових дій
- Німеччина (Західний Вал) (вересень 1939 — травень 1940);
- Франція (травень — грудень 1940);
- Німеччина (грудень 1940 — січень 1941);
- Генеральна губернія (січень — липень 1941);
- СРСР (південний напрямок) (липень 1941 — грудень 1942);
- СРСР (центральний напрямок) (грудень 1942 — червень 1944);
- Литва, Німеччина (Східна Пруссія) (серпень 1944 — травень 1945).

## Командування

### Командири
- генерал-майор, з 1 березня 1940 генерал-лейтенант Ганс-Генріх Зікст фон Армін (нім. Hans-Heinrich Sixt von Armin) (25 вересня 1939 — 10 травня 1942);
- генерал-лейтенант Фрідріх Ціквольфф (нім. Friedrich Zickwolff) (10 травня — 6 вересня 1942);
- оберст, з 1 жовтня 1942 генерал-майор Фрідріх Карст (нім. Friedrich Karst) (6 вересня — 1 жовтня 1942);
- генерал-майор Едуард Альдріан (нім. Eduard Aldrian) (1 — 3 жовтня 1942);
- генерал-майор, з 1 квітня 1943 генерал-лейтенант Едгар Реріхт (нім. Edgar Röhricht) (3 жовтня 1942 — вересень 1943);
- оберст, з 1 жовтня 1943 генерал-майор Густав Гір (нім. Gustav Gihr) (вересень 1943 — 27 лютого 1944);
- генерал-майор Герберт Міхаеліс (нім. Herbert Michaelis) (27 лютого — 28 червня 1944);
- генерал-майор Йоахім-Фрідріх Ланг (нім. Joachim-Friedrich Lang) (10 вересня 1944 — 16 квітня 1945).

## Нагороджені дивізії
Нагороджені дивізії
|  | Кавалери Нагрудного знаку ближнього бою в золоті                                                           | 1                                                                                         |
|  | Кавалери Золотого Німецького Хреста                                                                        | 72                                                                                        |
|  | Кавалери Срібного Німецького Хреста                                                                        | 2                                                                                         |
|  | Кавалери Лицарського хреста Залізного хреста з Дубовим листям                                              | 2 (№ 367 майор Йозеф-Георг Мюльцер — 10.01.1944 № 760 майор Отмар Полльманн — 28.02.1945) |
|  | Кавалери Лицарського хреста Залізного хреста                                                               | 17                                                                                        |
|  | Кавалери Почесної Відзнаки Сухопутних військ «Почесна застібка на орденську стрічку для Сухопутних військ» | 18                                                                                        |

- Нагороджені Сертифікатом Пошани Головнокомандувача Сухопутних військ (2)
- Нагороджені Сертифікатом Пошани Головнокомандувача Сухопутних військ за збитий літак противника (1)